# Industrieverband Fahrzeugbau
Industrieverband Fahrzeugbau (w skrócie IFA, pol. Zjednoczenie Przemysłowe Budowy Pojazdów) – państwowy konglomerat, zjednoczenie przedsiębiorstw produkujących pojazdy mechaniczne w Niemieckiej Republice Demokratycznej.
IFA produkowała rowery, motocykle, samochody osobowe, dostawcze i ciężarowe. Część z nich nosiła markę IFA (głównie samochody ciężarowe oraz wczesne samochody osobowe), większość była oznaczana markami produkujących je przedsiębiorstw (jak MZ, Wartburg, Trabant, Barkas, Simson, Robur).

## Produkty

### Motocykle

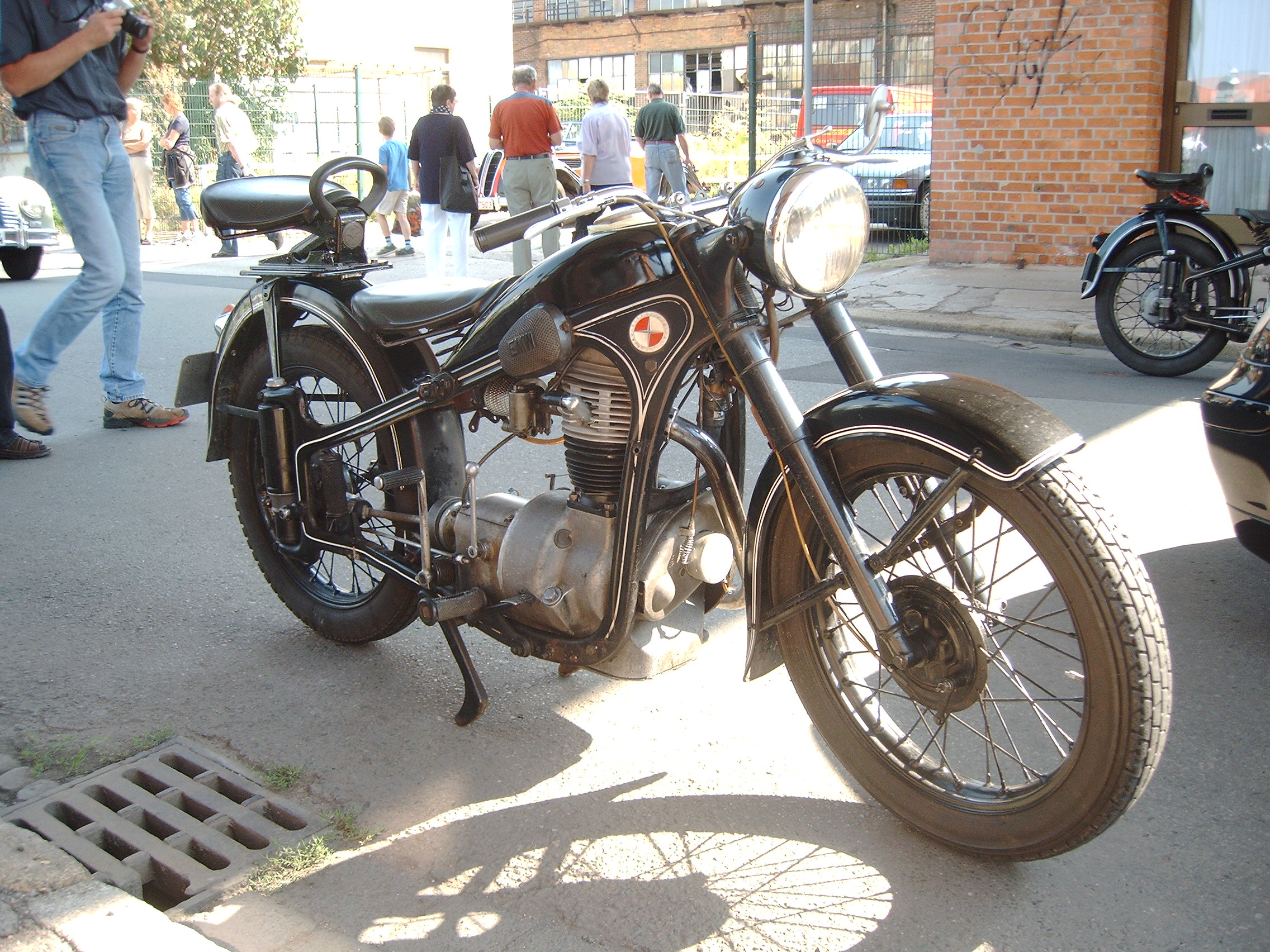
EMW R35
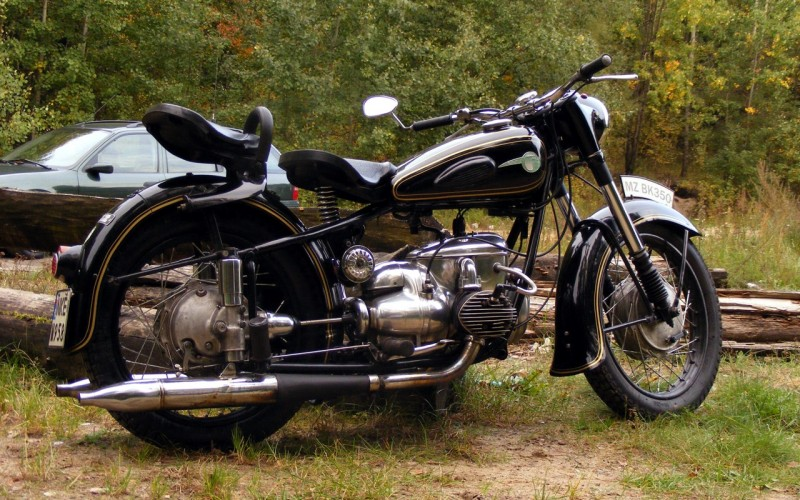
IFA BK 350
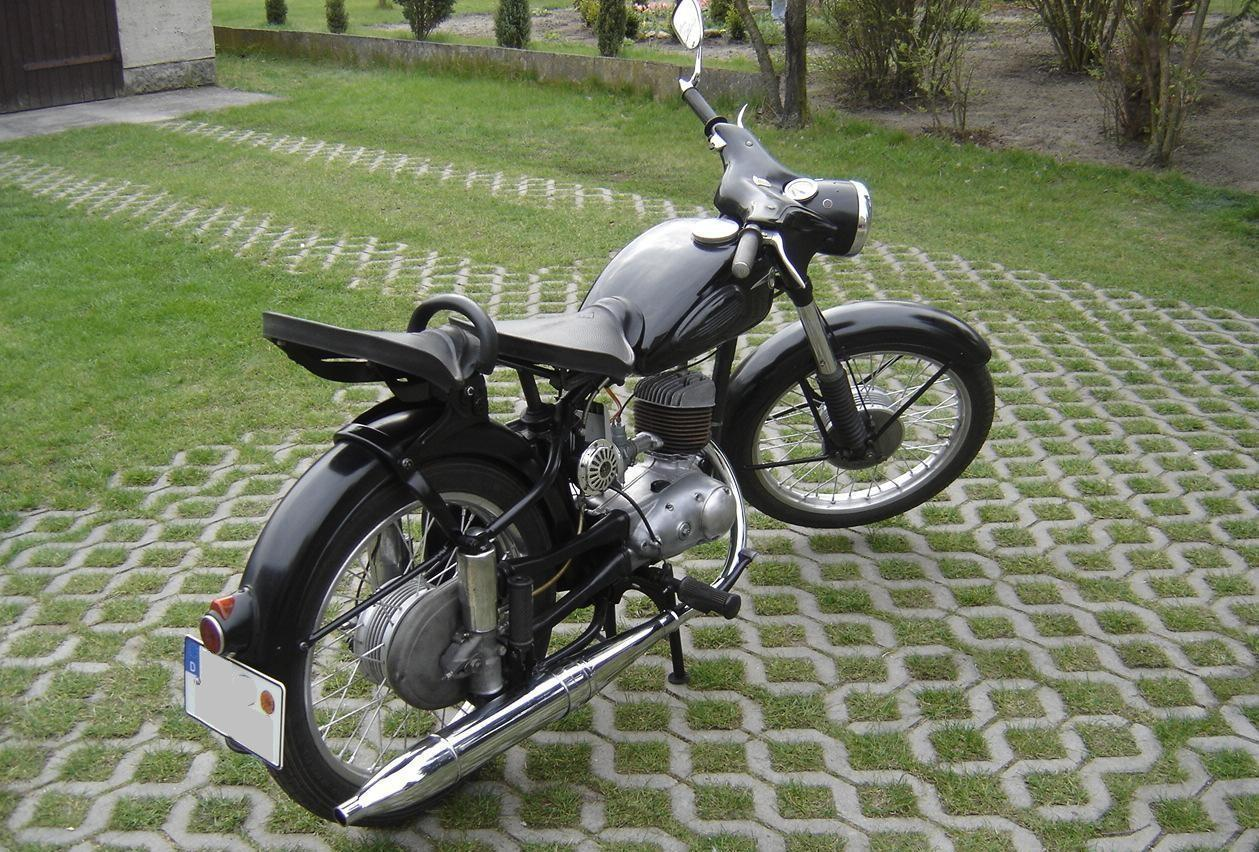
MZ RT 125/3(inne języki) (1959–1962)
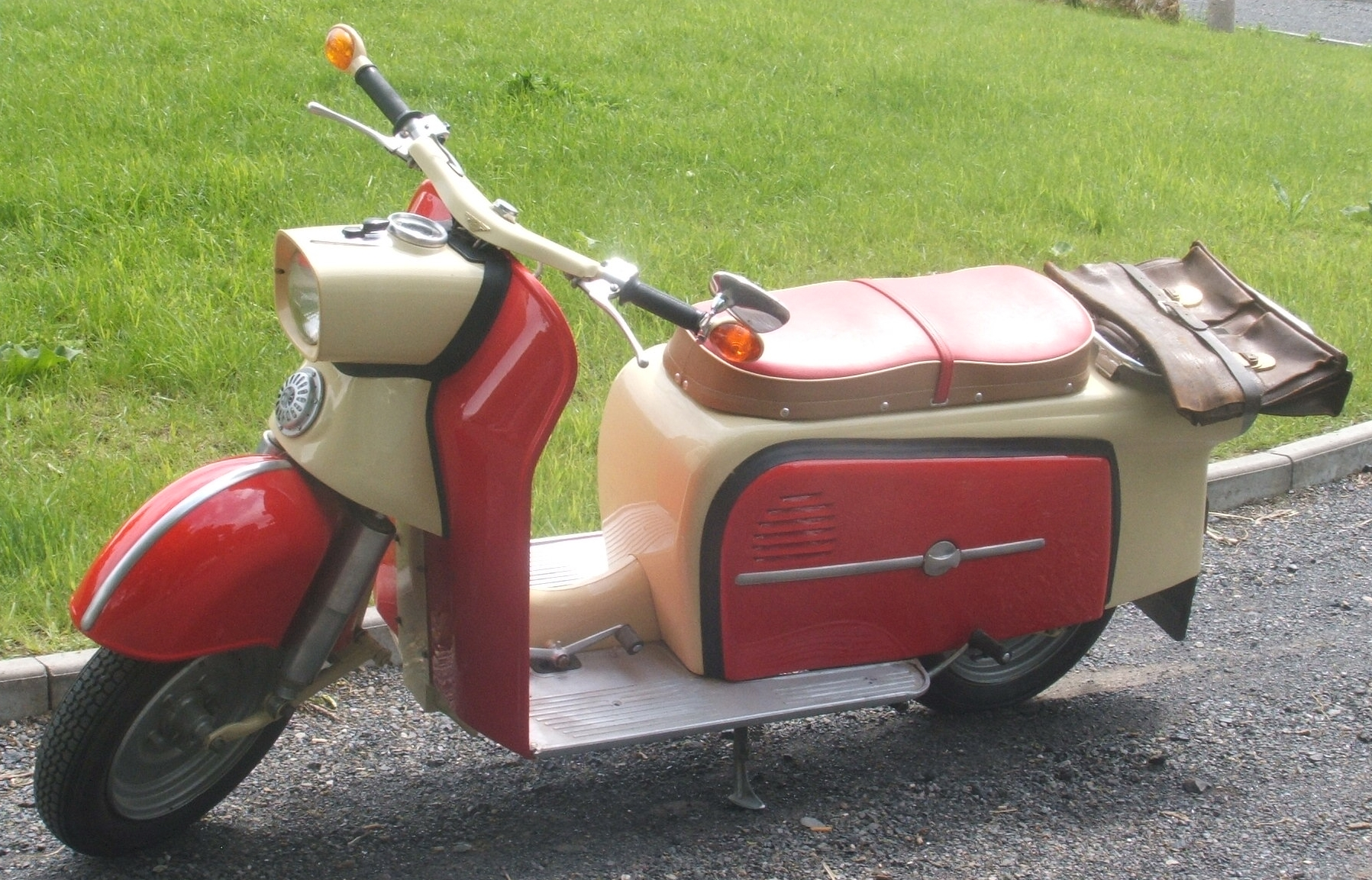
Troll-1 TR-1 (1963–1964)
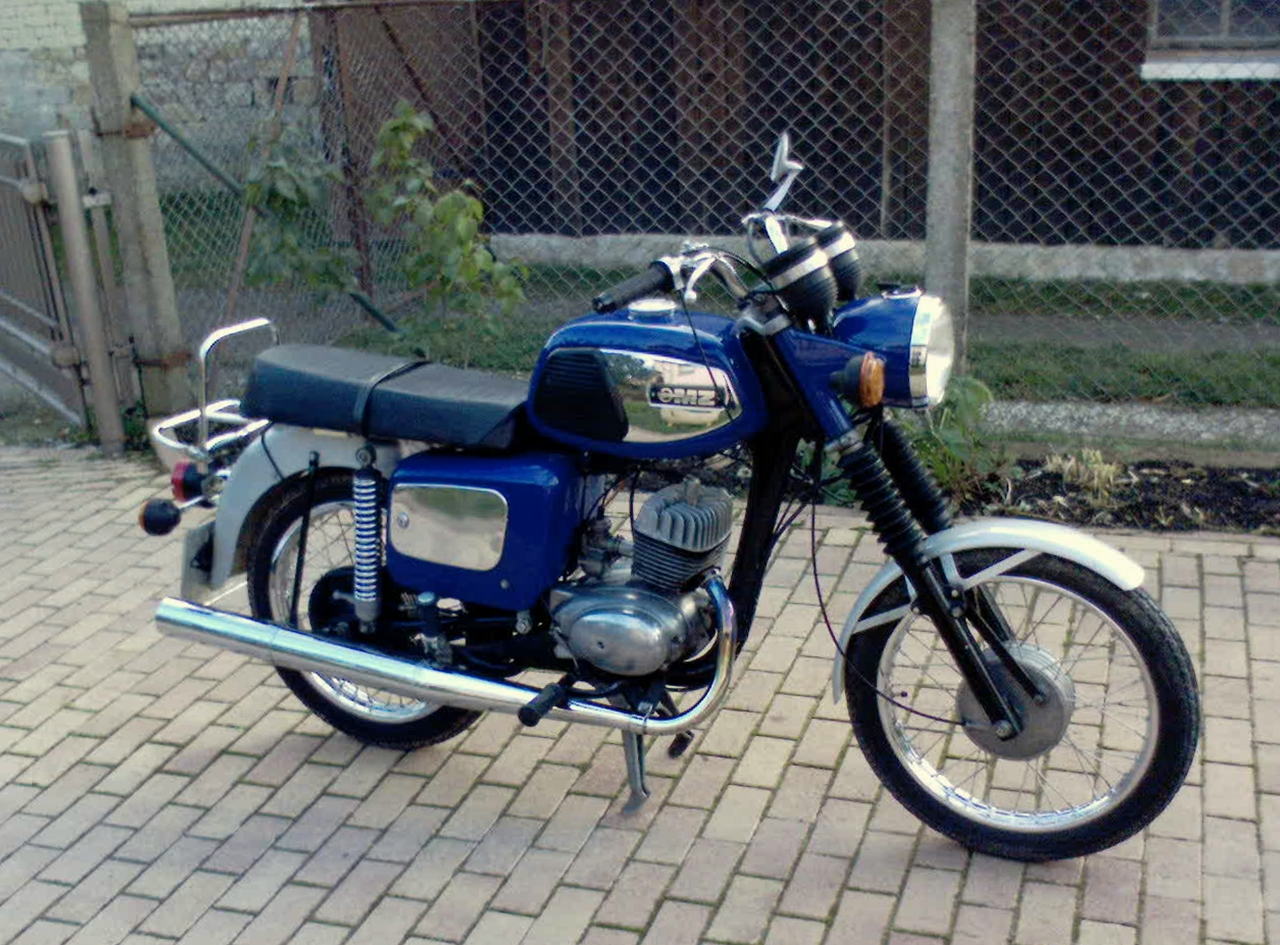
MZ TS 150(inne języki) „Luxus” (1973 – 1985)
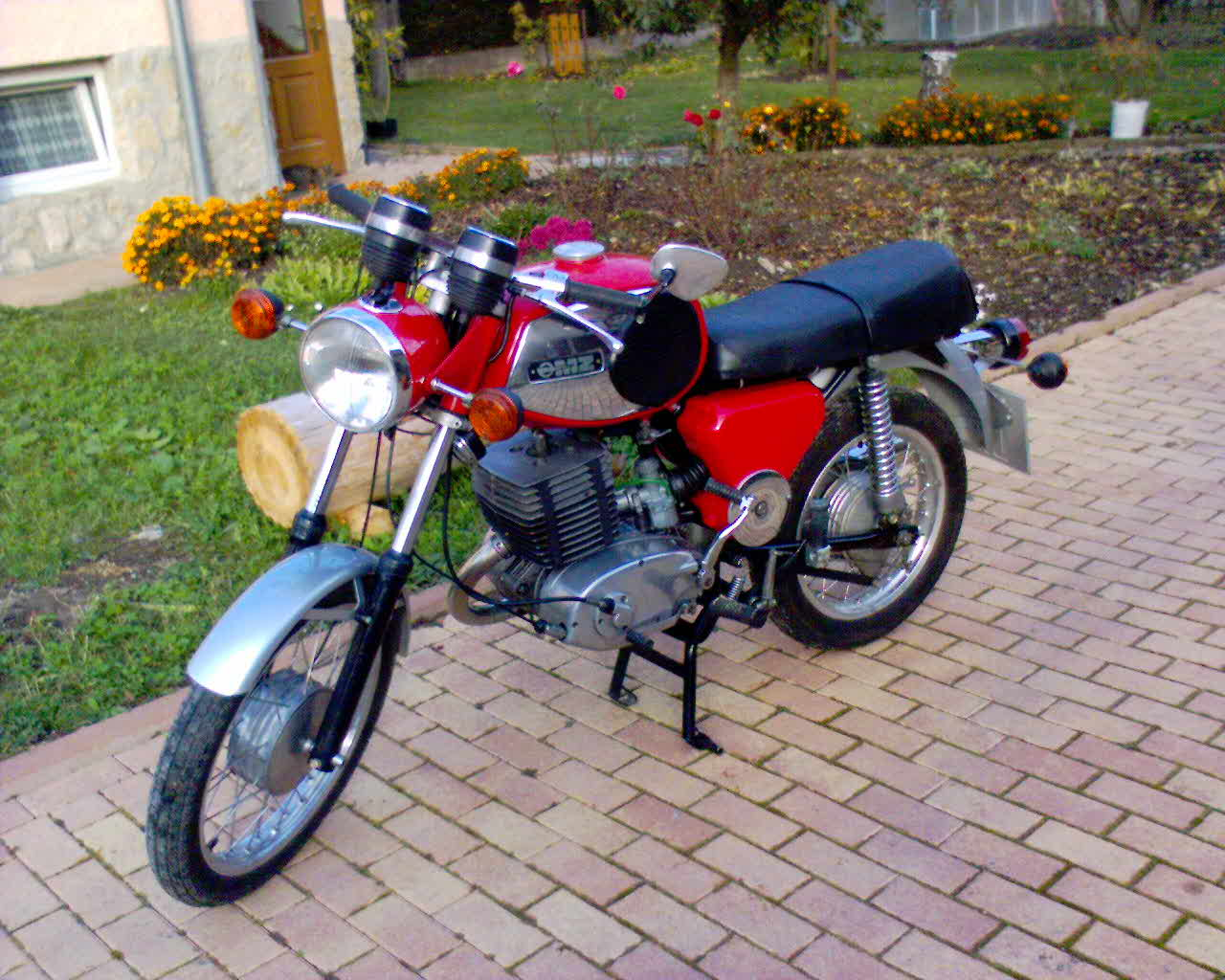
MZ TS 250/1 „Luxus” (1976–1981)
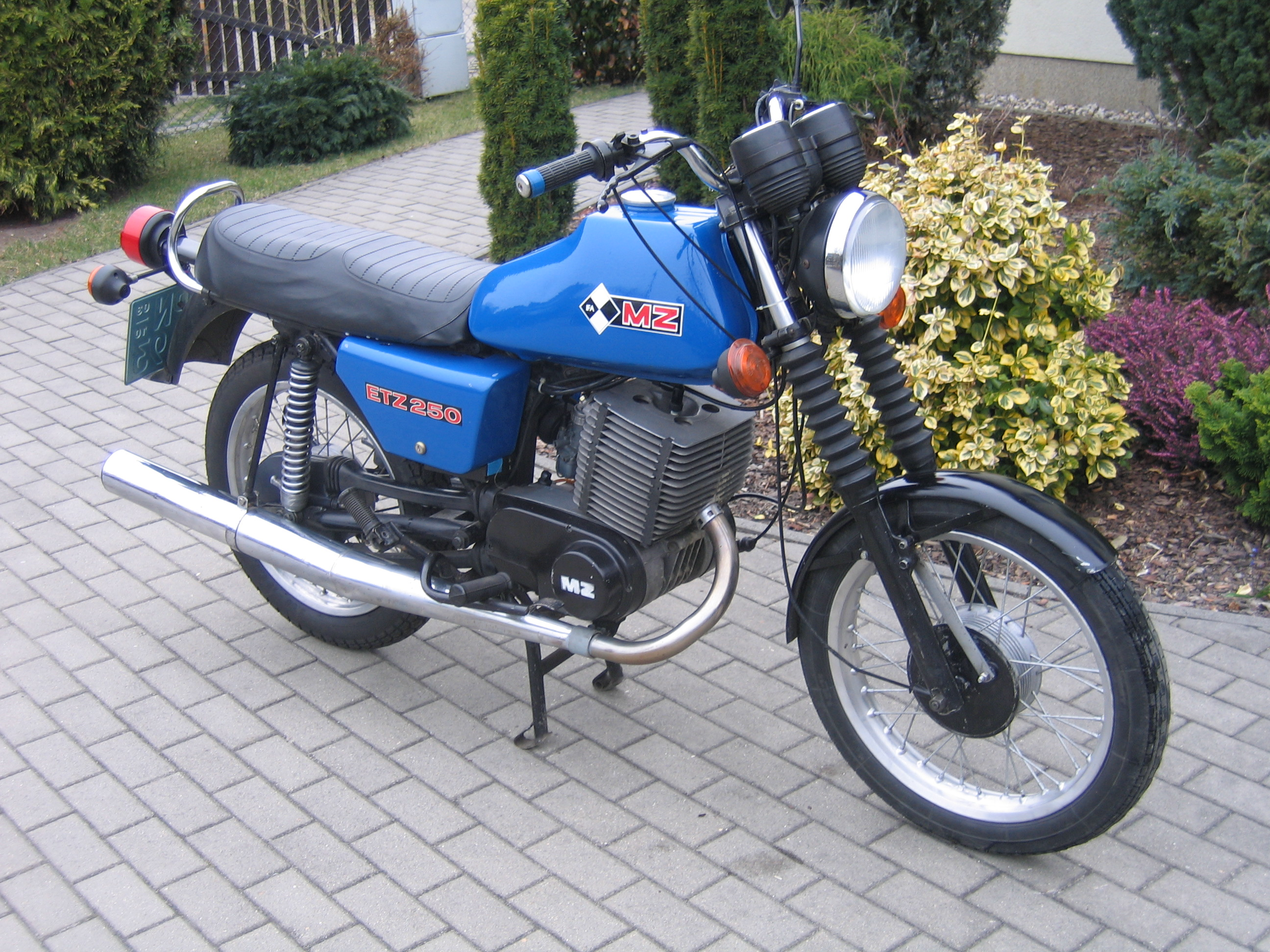
MZ ETZ 250
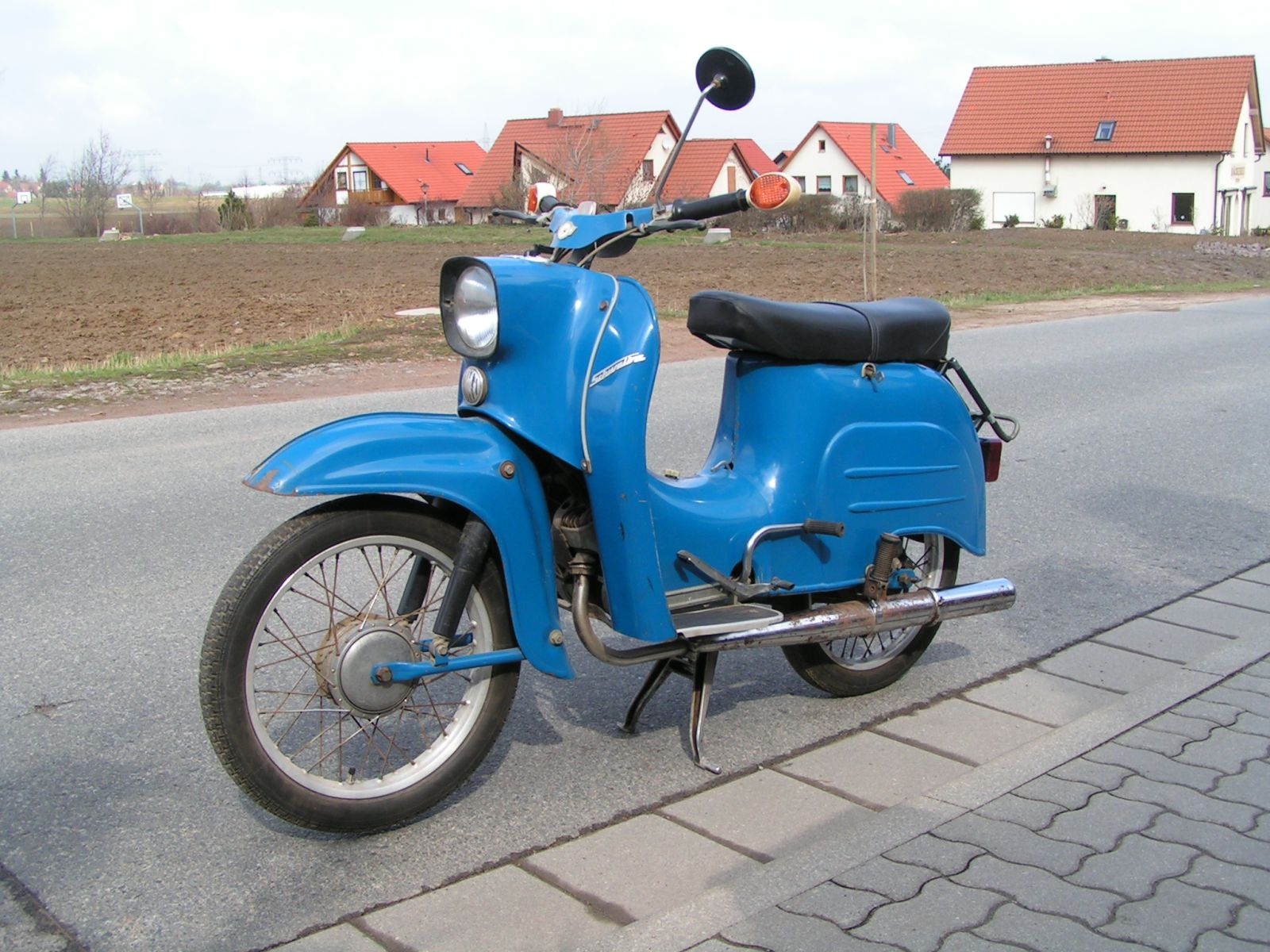
Simson Schwalbe
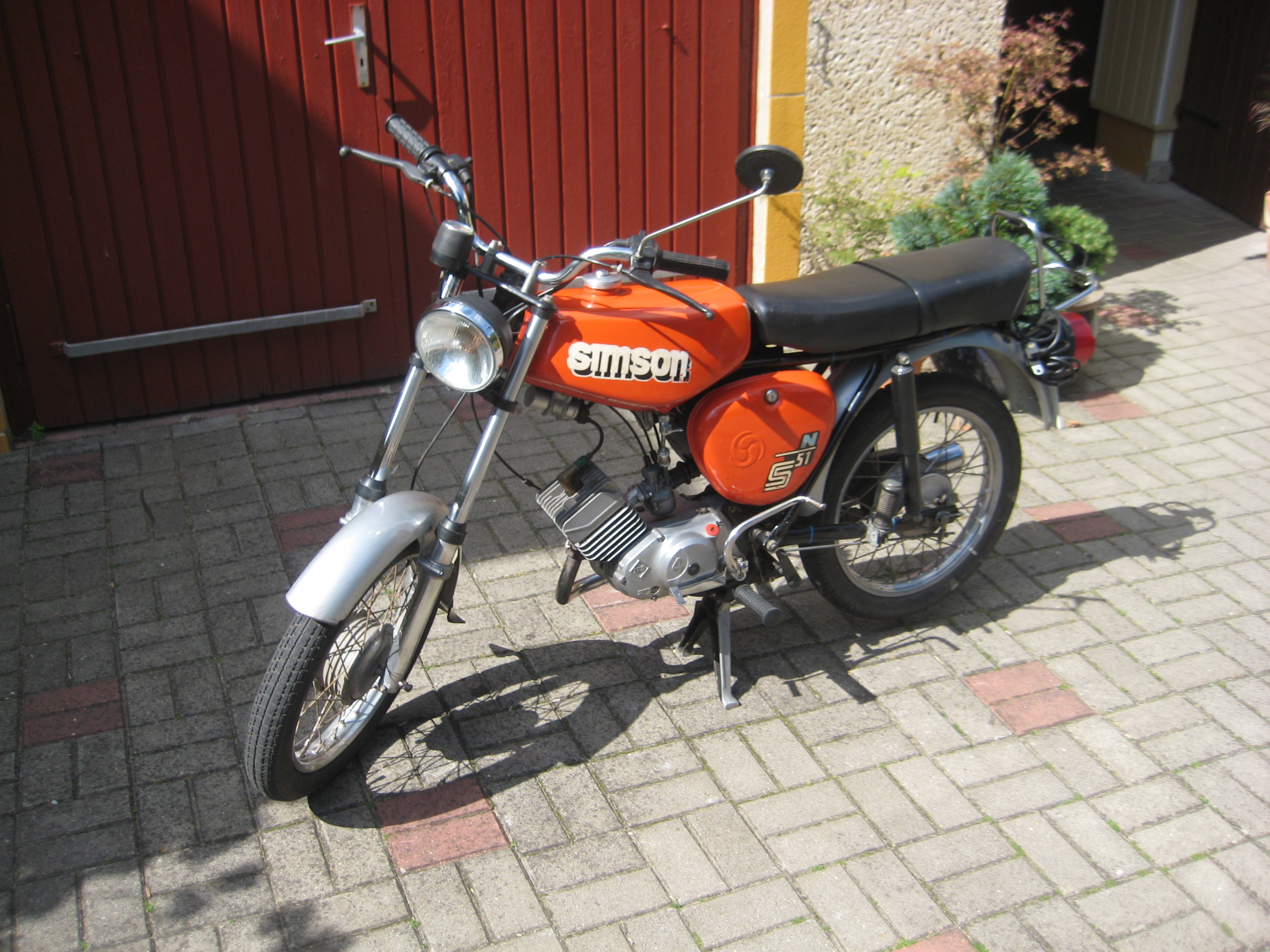
Simson S51
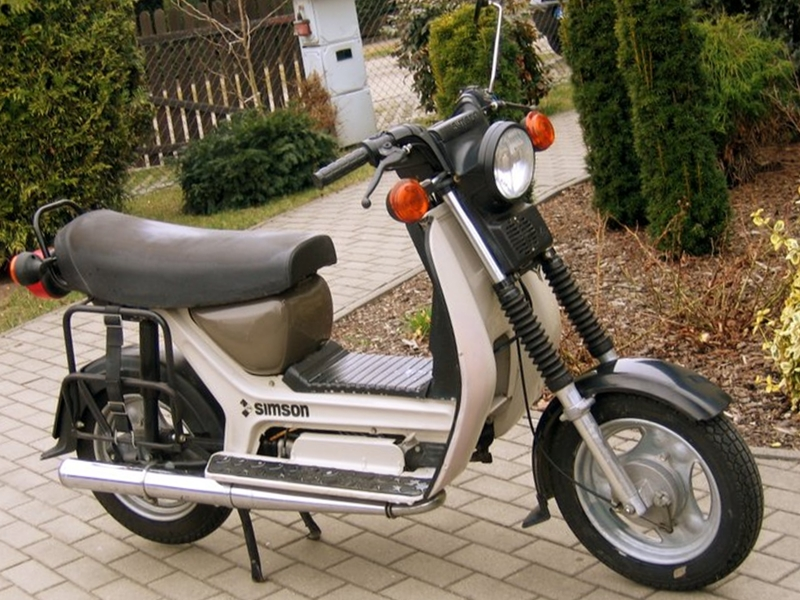
Simson SR50

### Samochody osobowe

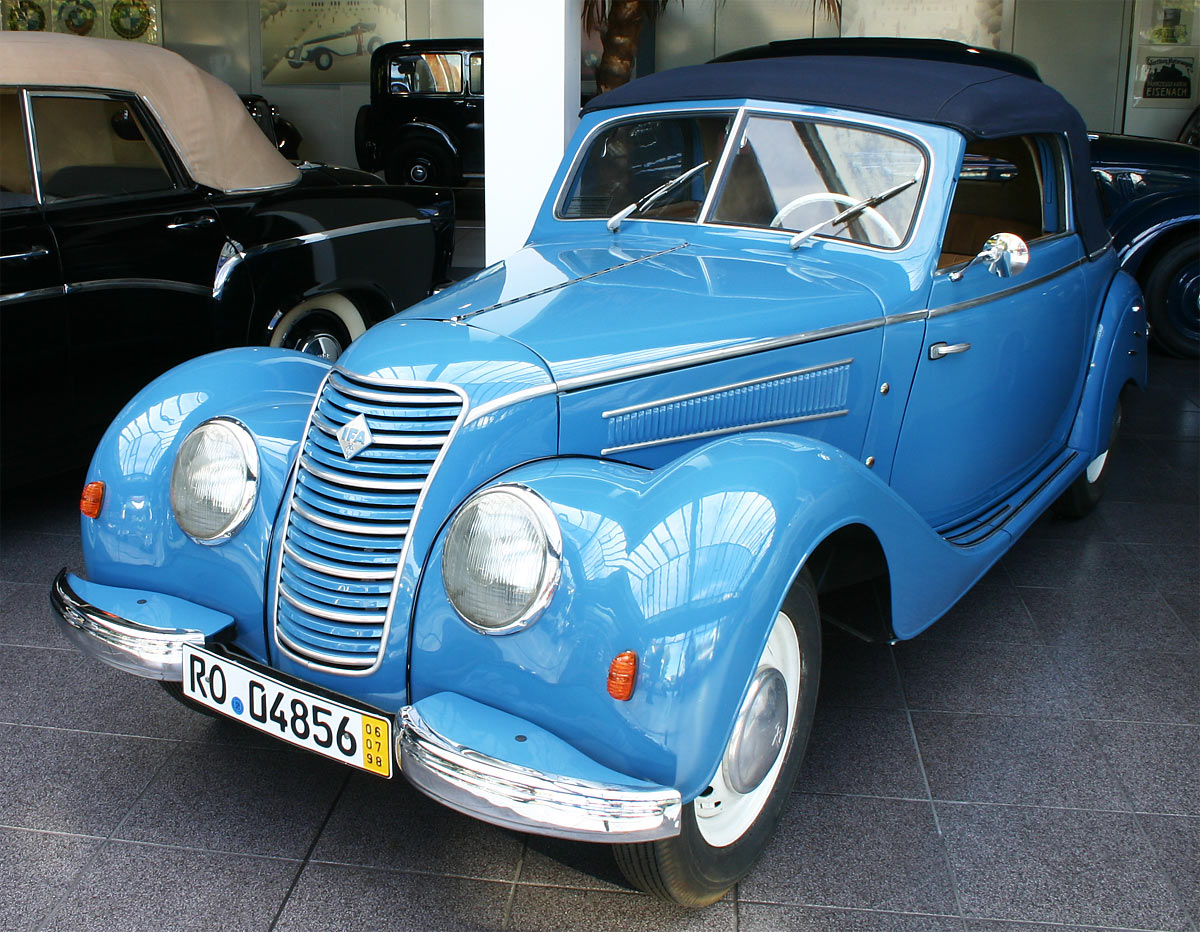
IFA F8
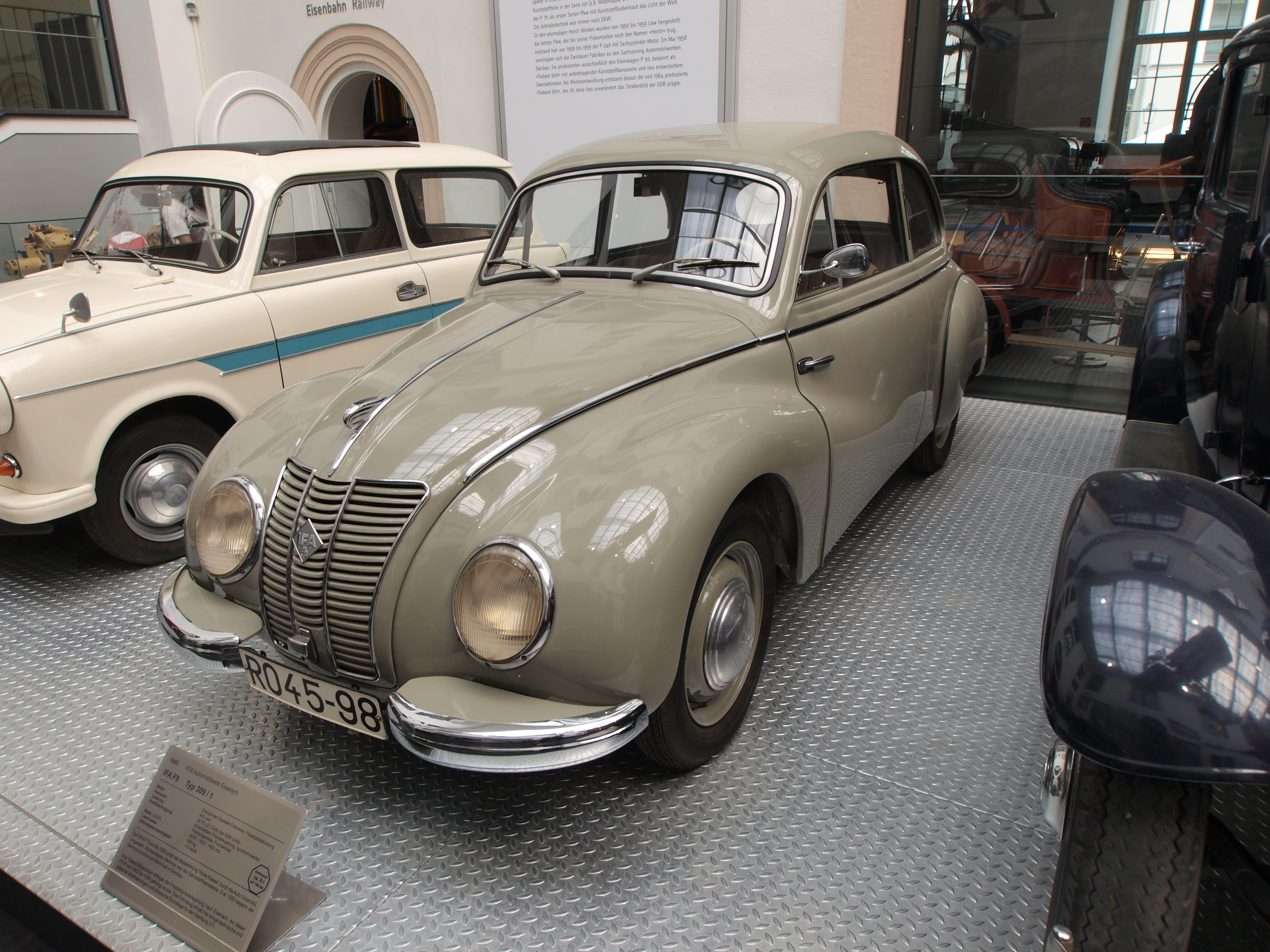
IFA F9
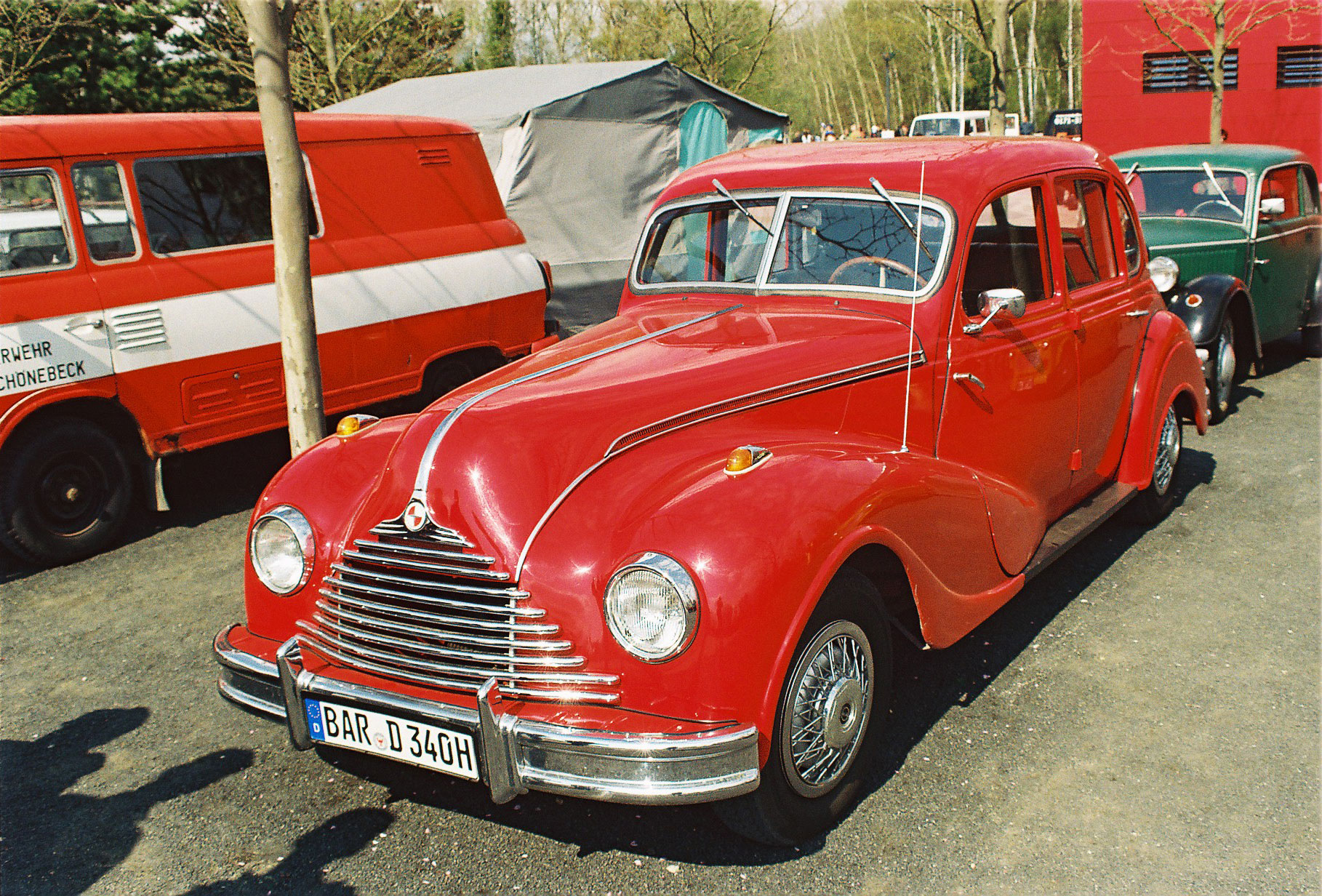
EMW 340
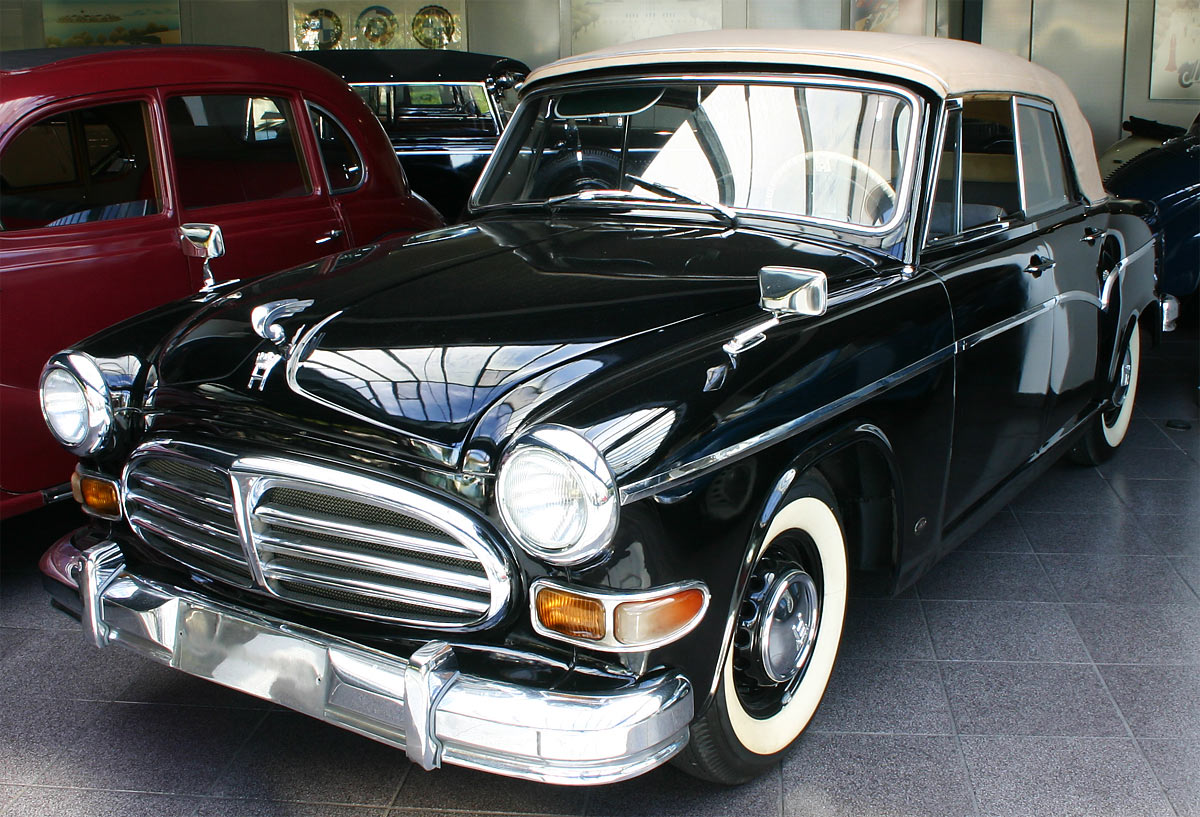
Sachsenring P240
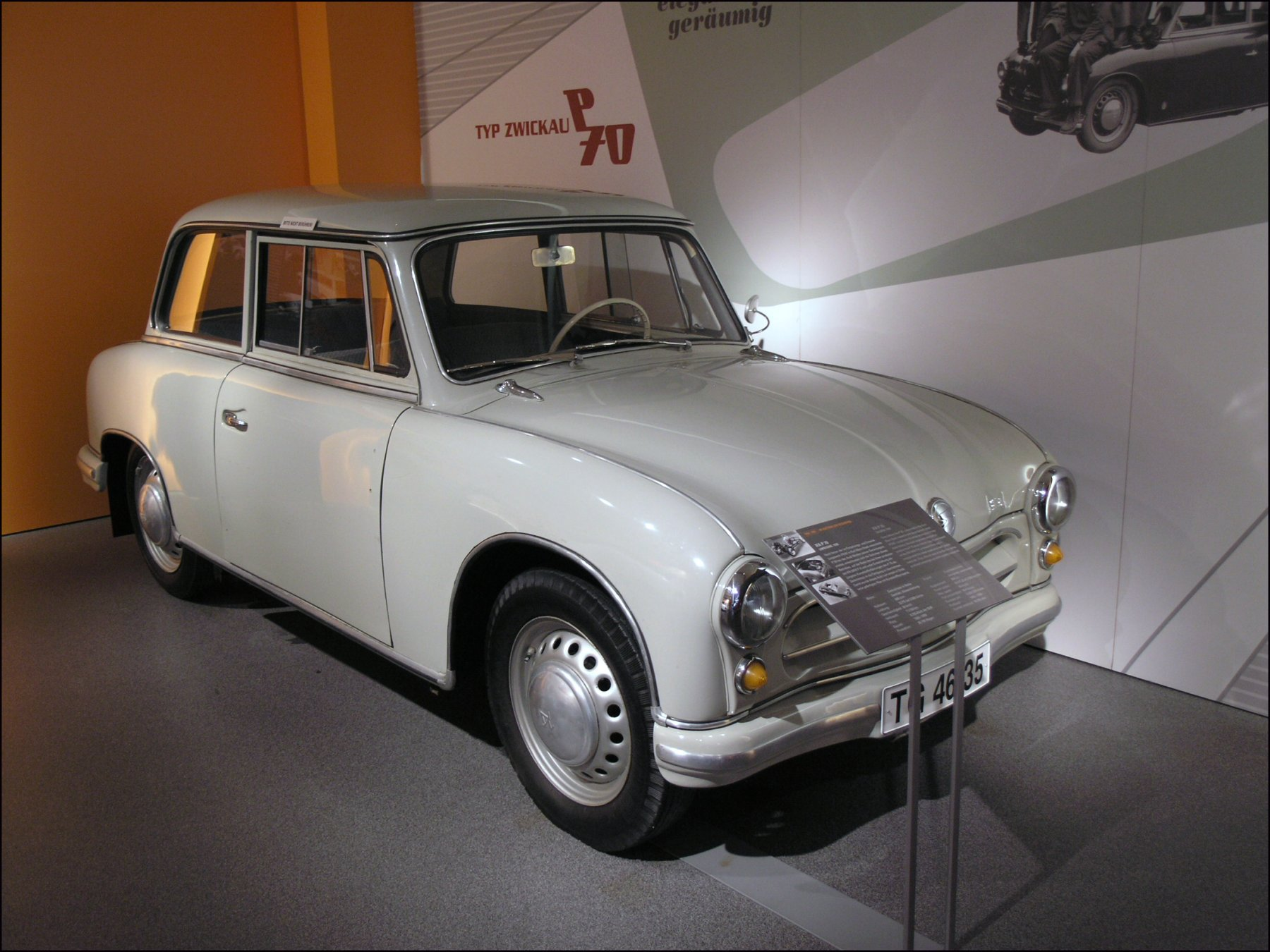
AWZ P70
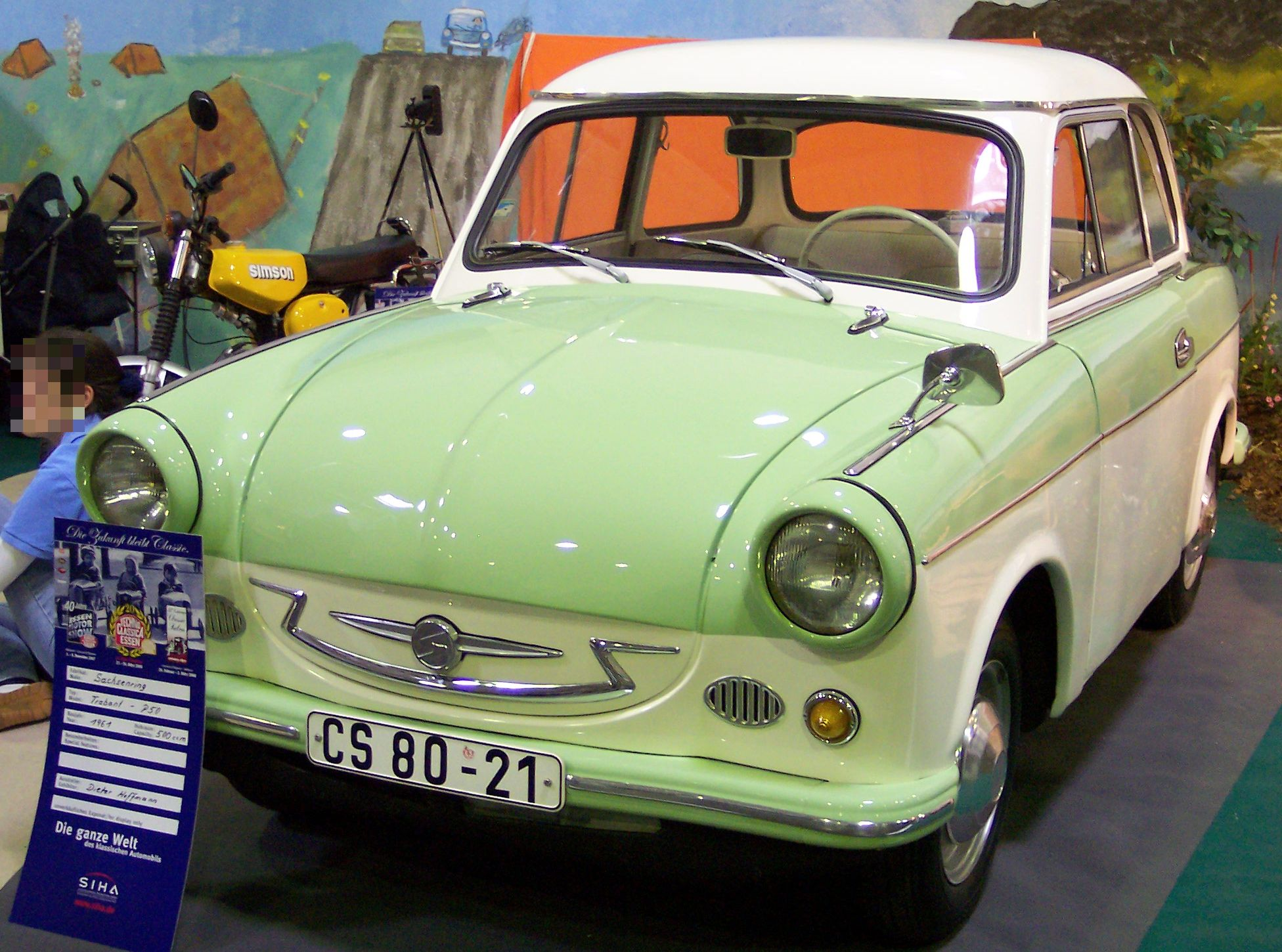
Trabant P50
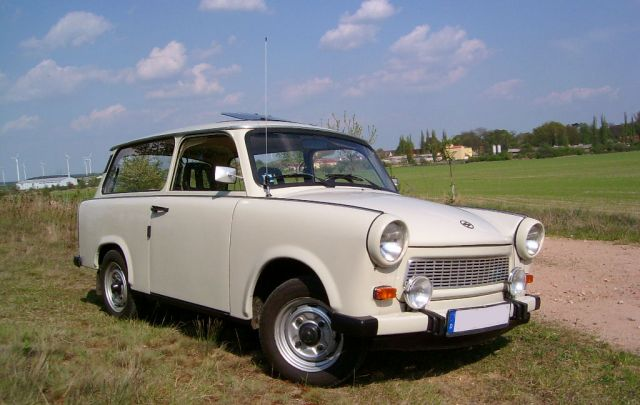
Trabant 601 S Universal
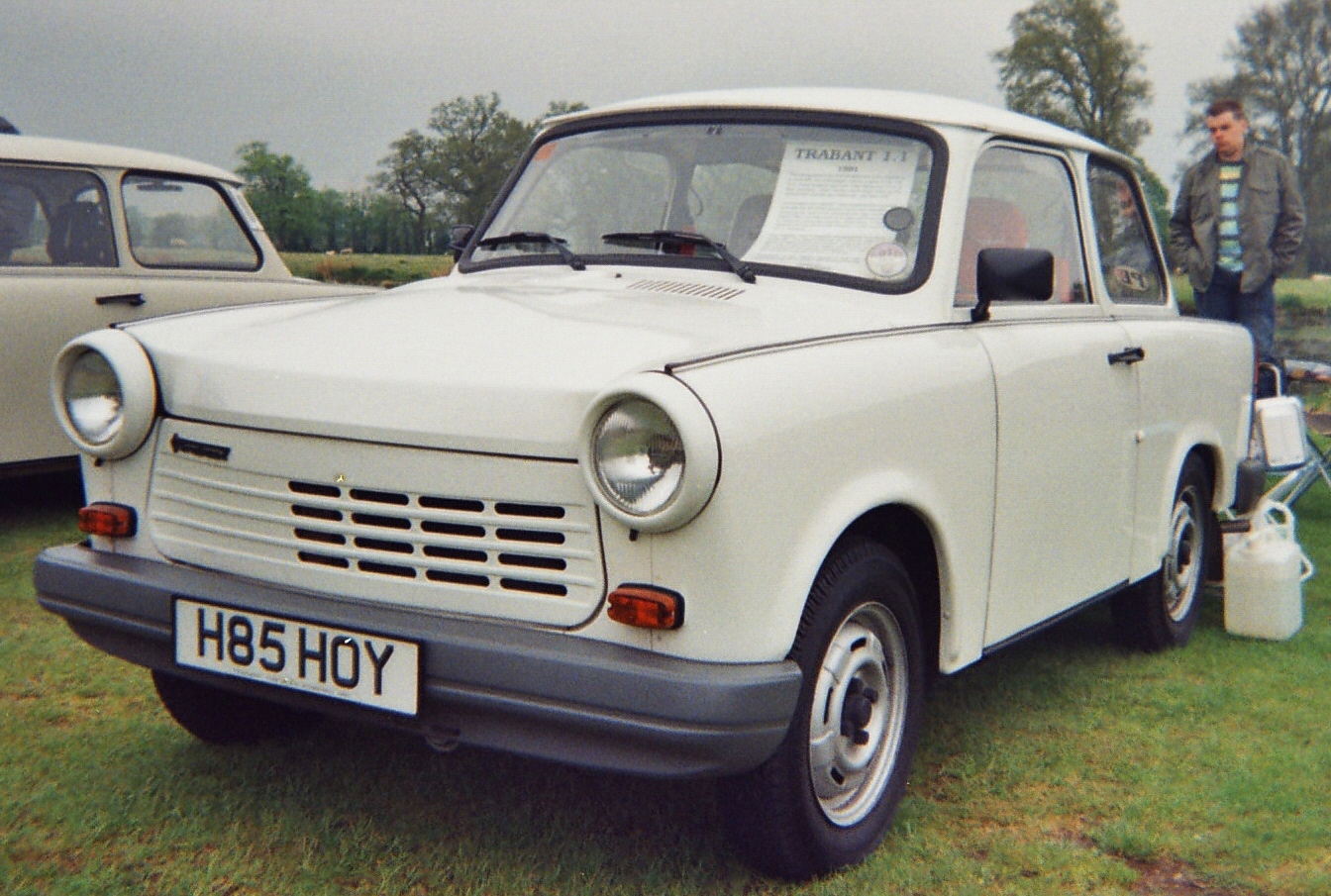
Trabant 1.1
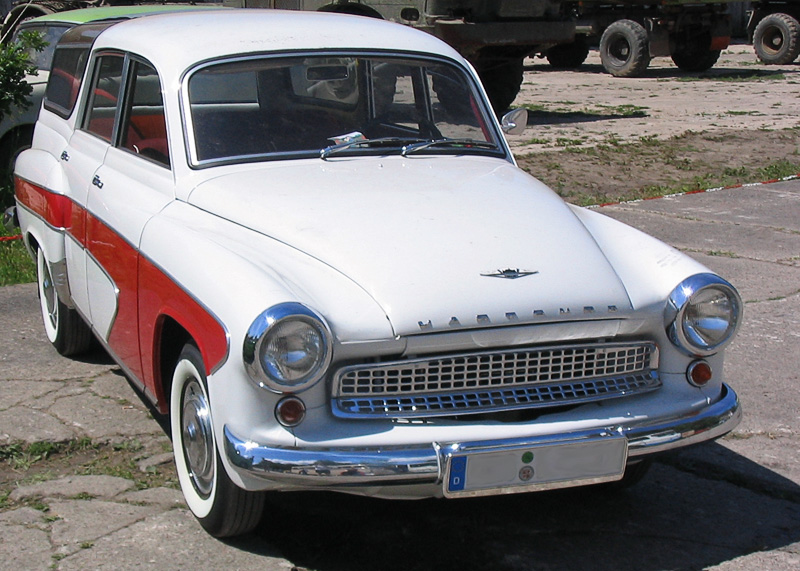
Wartburg 312 Camping
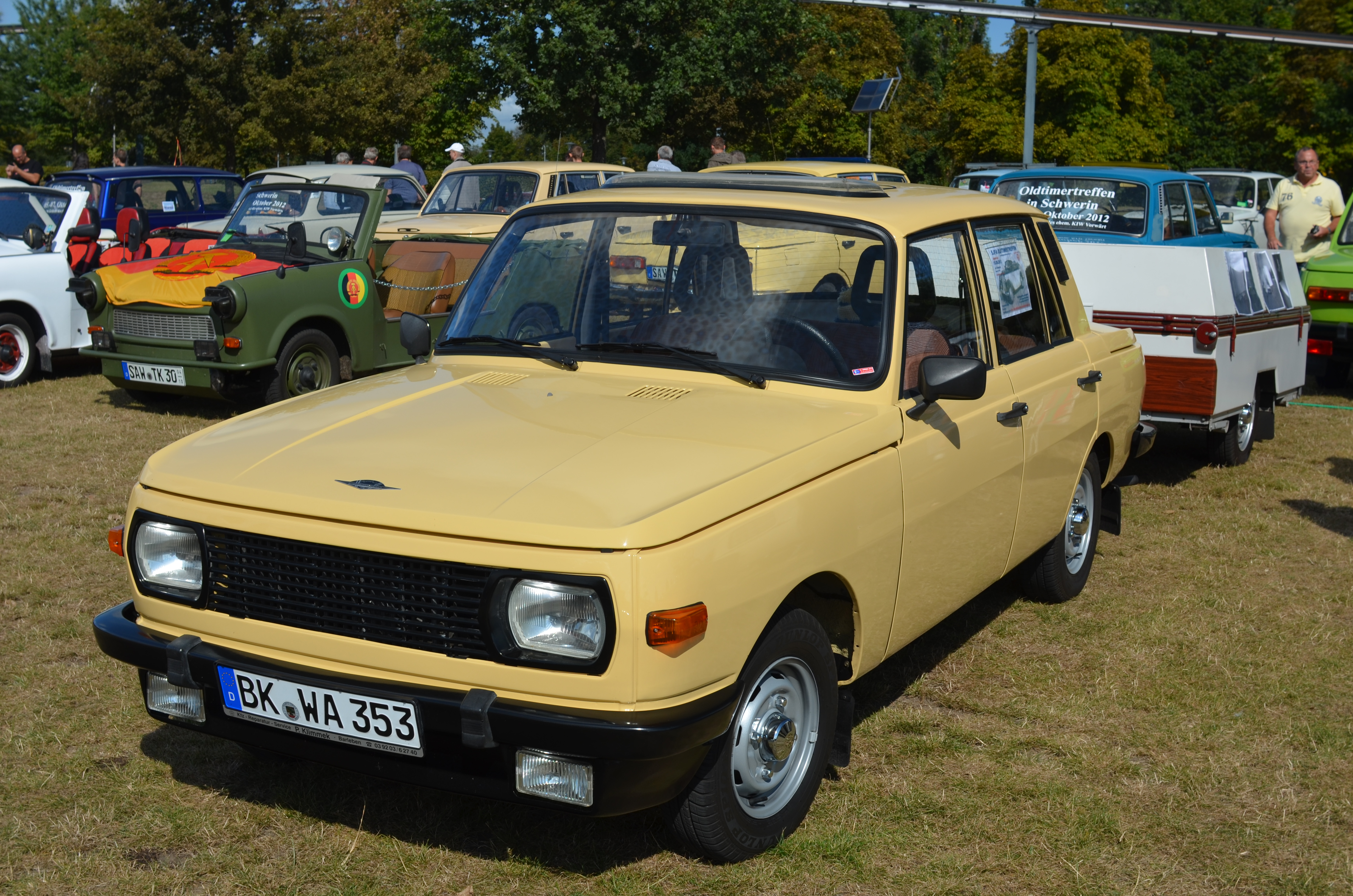
Wartburg 353
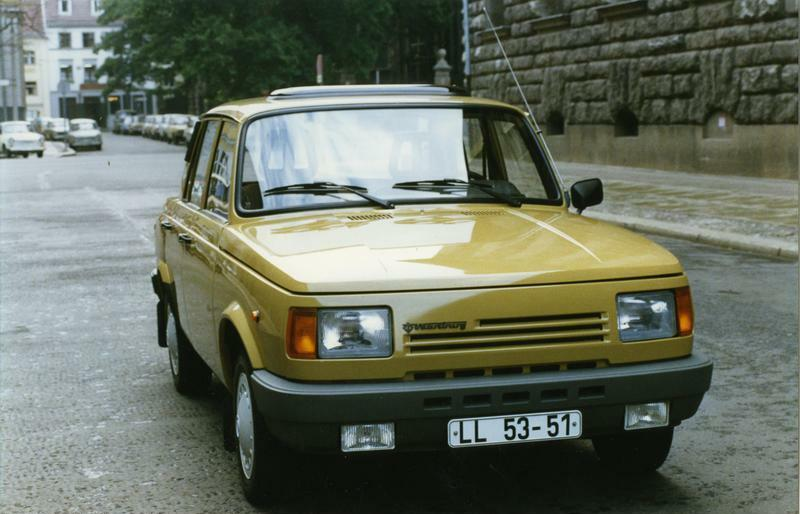
Wartburg 1.3
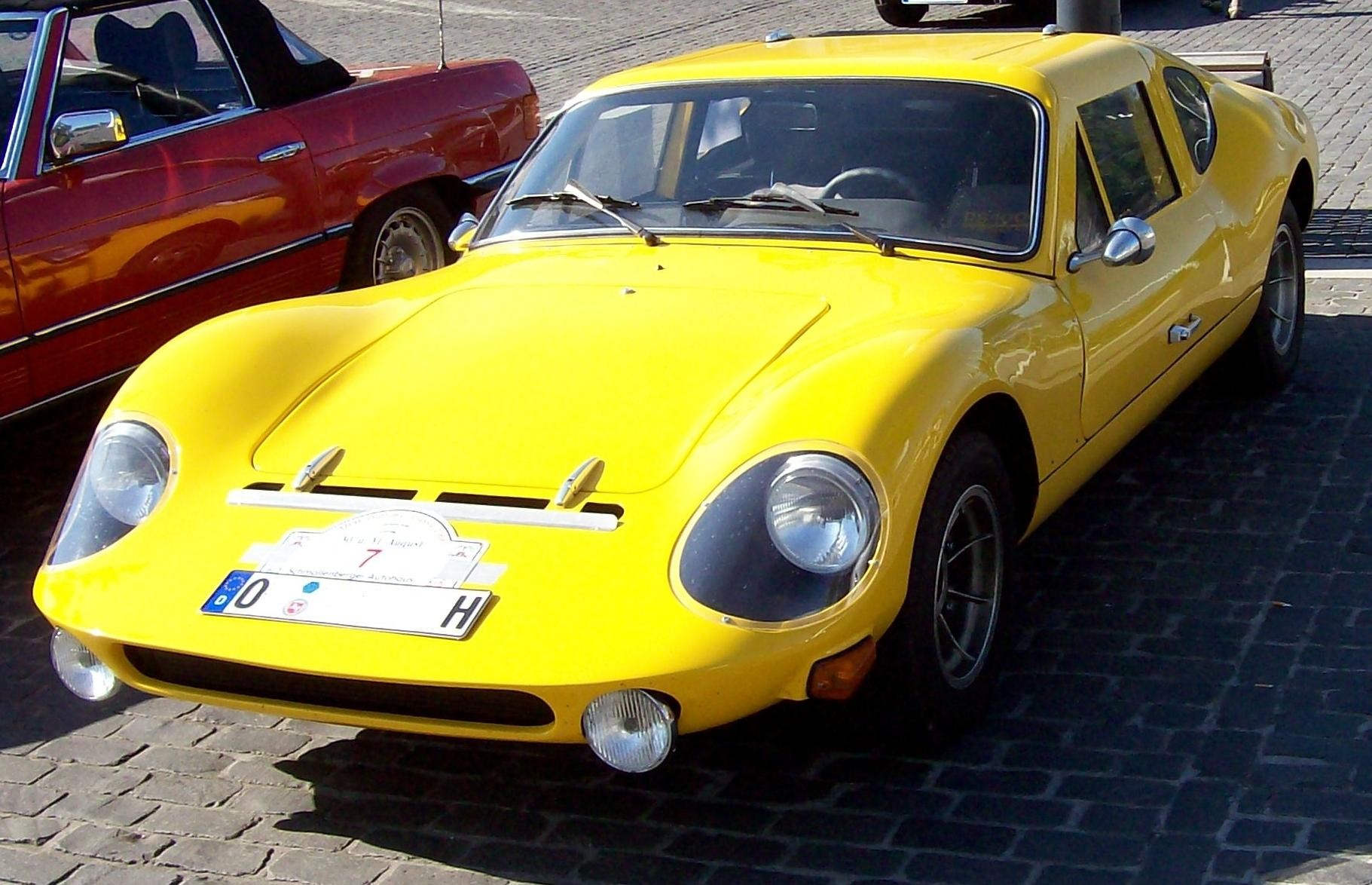
Melkus RS1000

### Samochody dostawcze

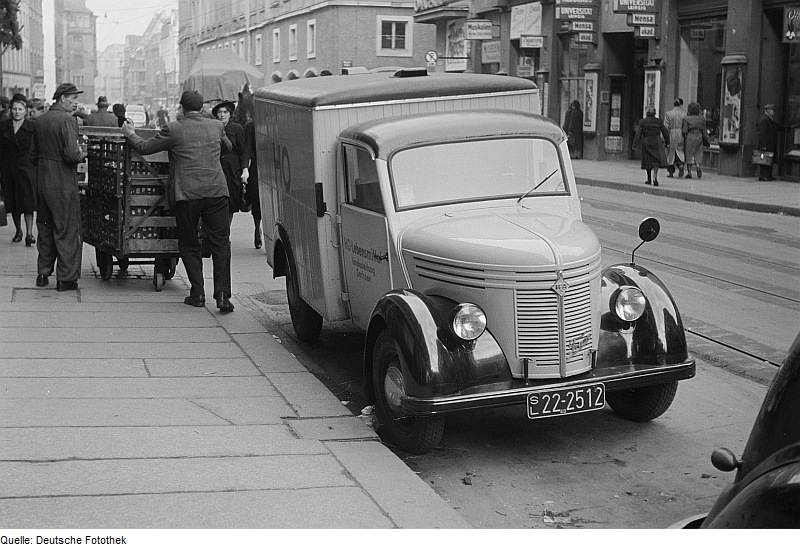
Framo V 501(inne języki)
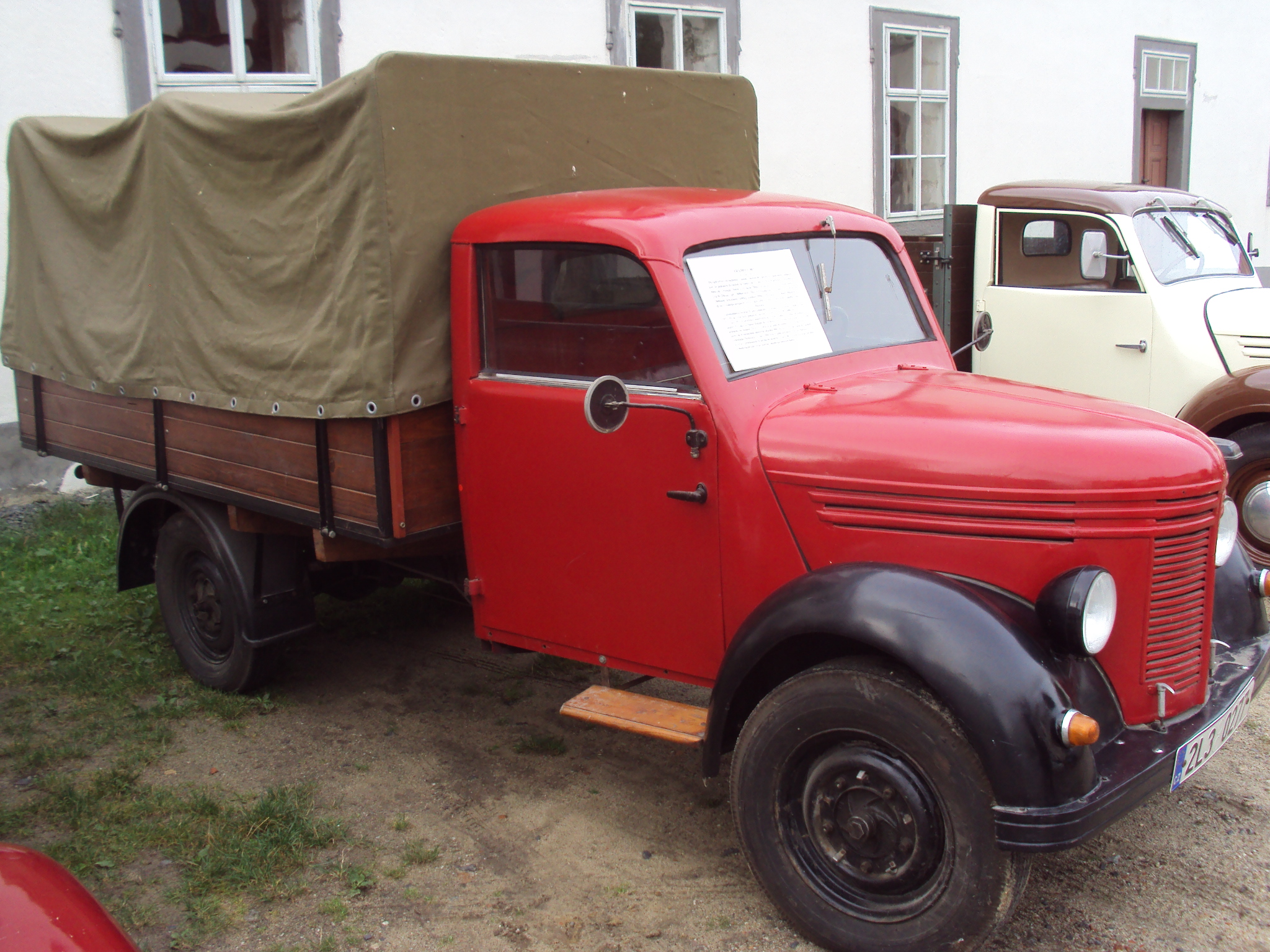
Framo V 901(inne języki)
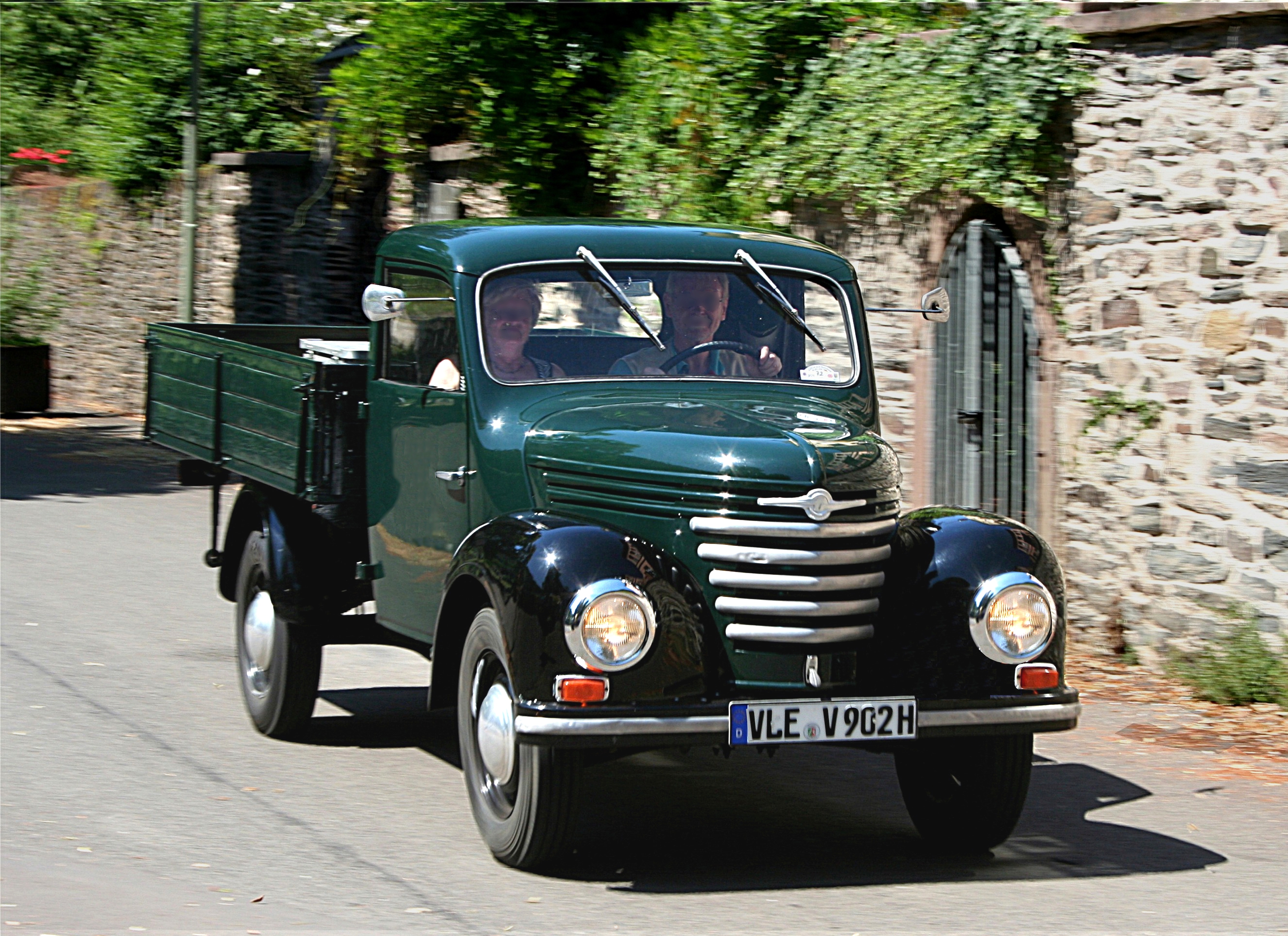
Framo/Barkas V 901/2
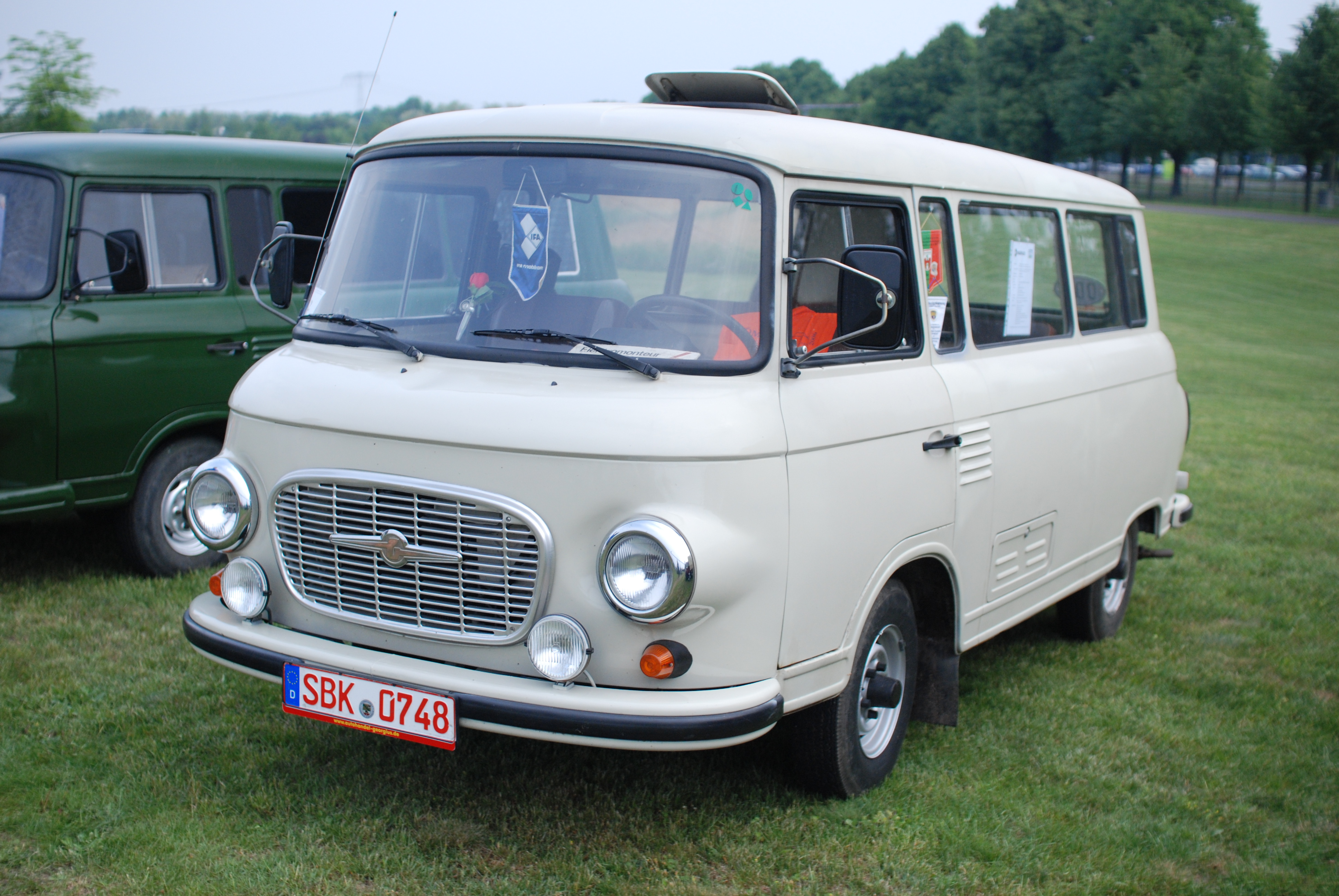
Barkas B1000 KB
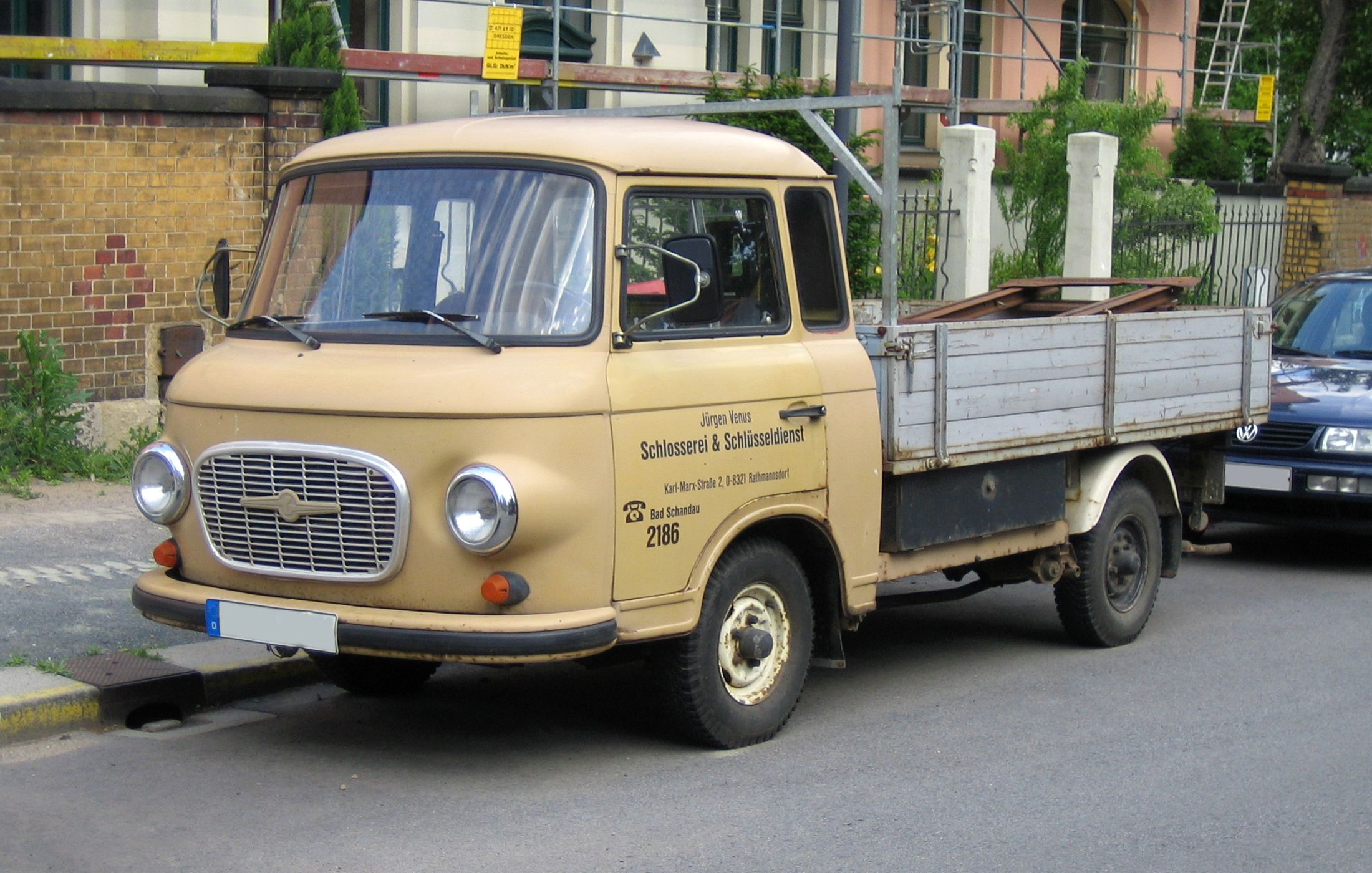
Barkas B1000 HP
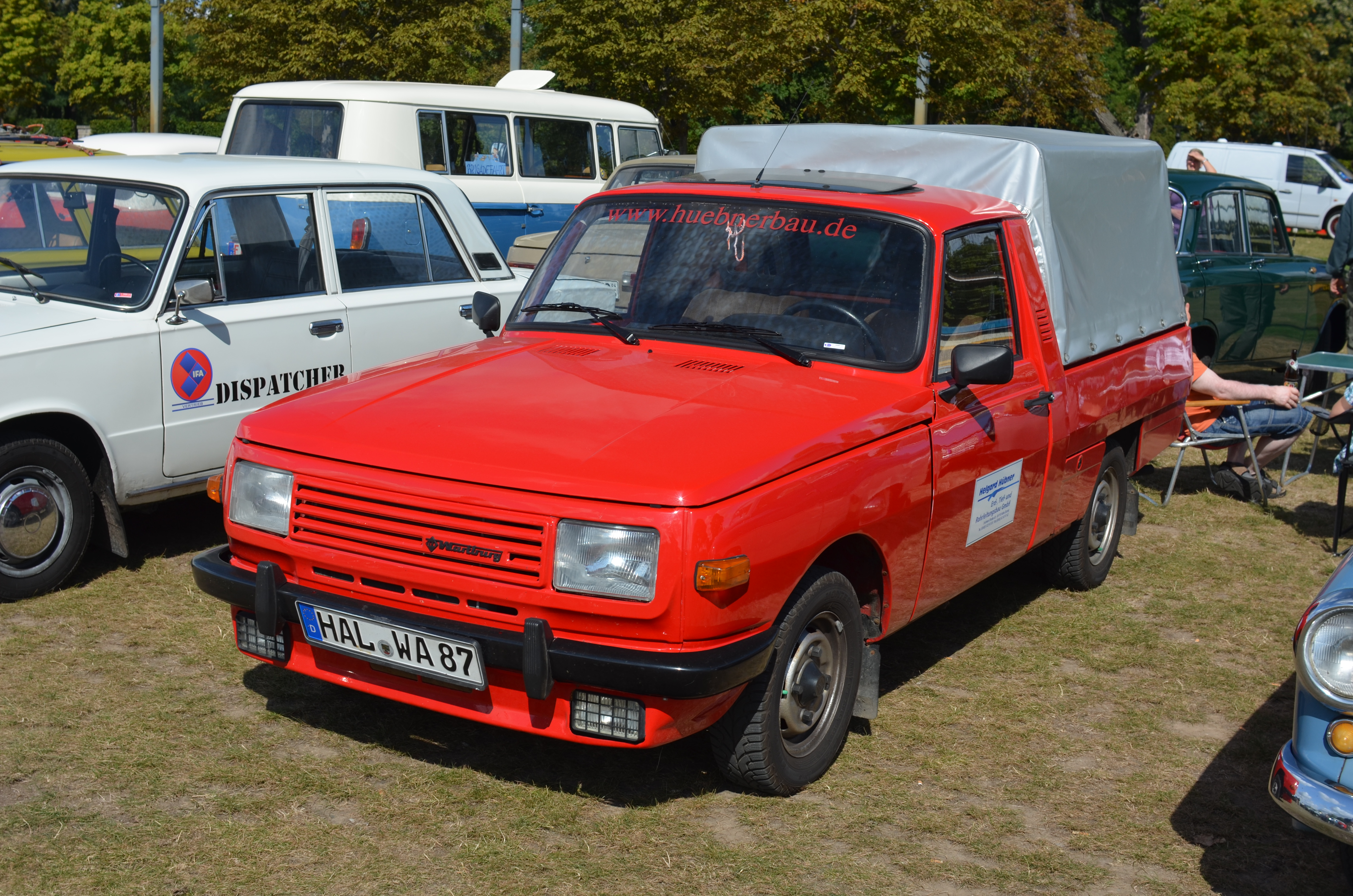
Wartburg 353 Trans

### Samochody ciężarowe i autobusy

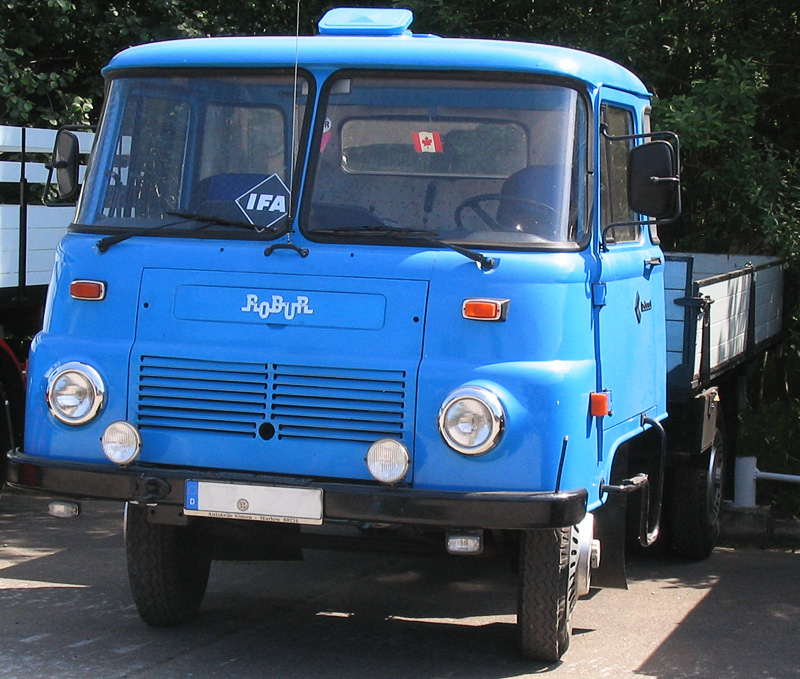
Robur LD 3000
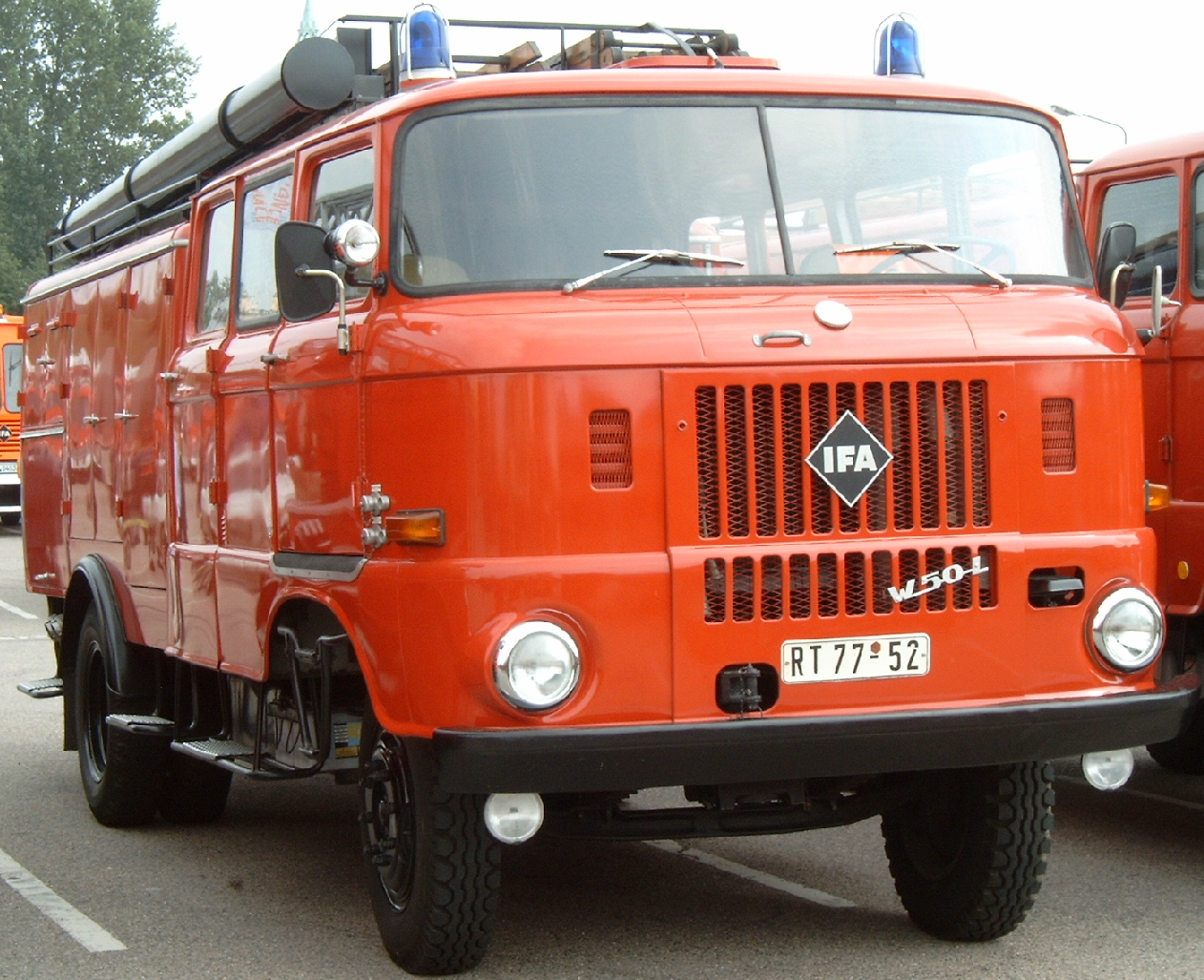
IFA W50L jako wóz strażacki
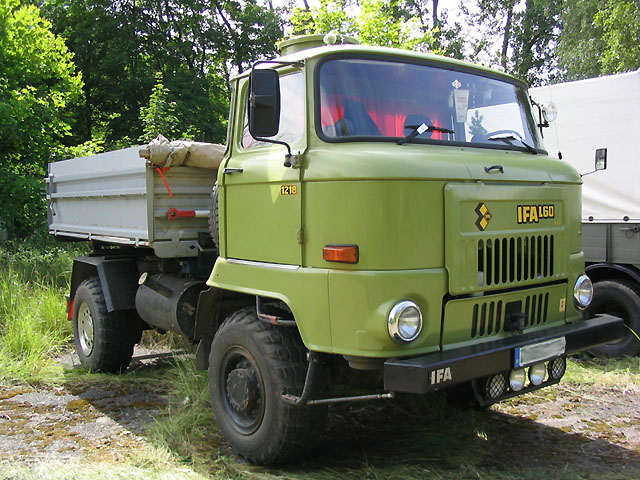
IFA L60
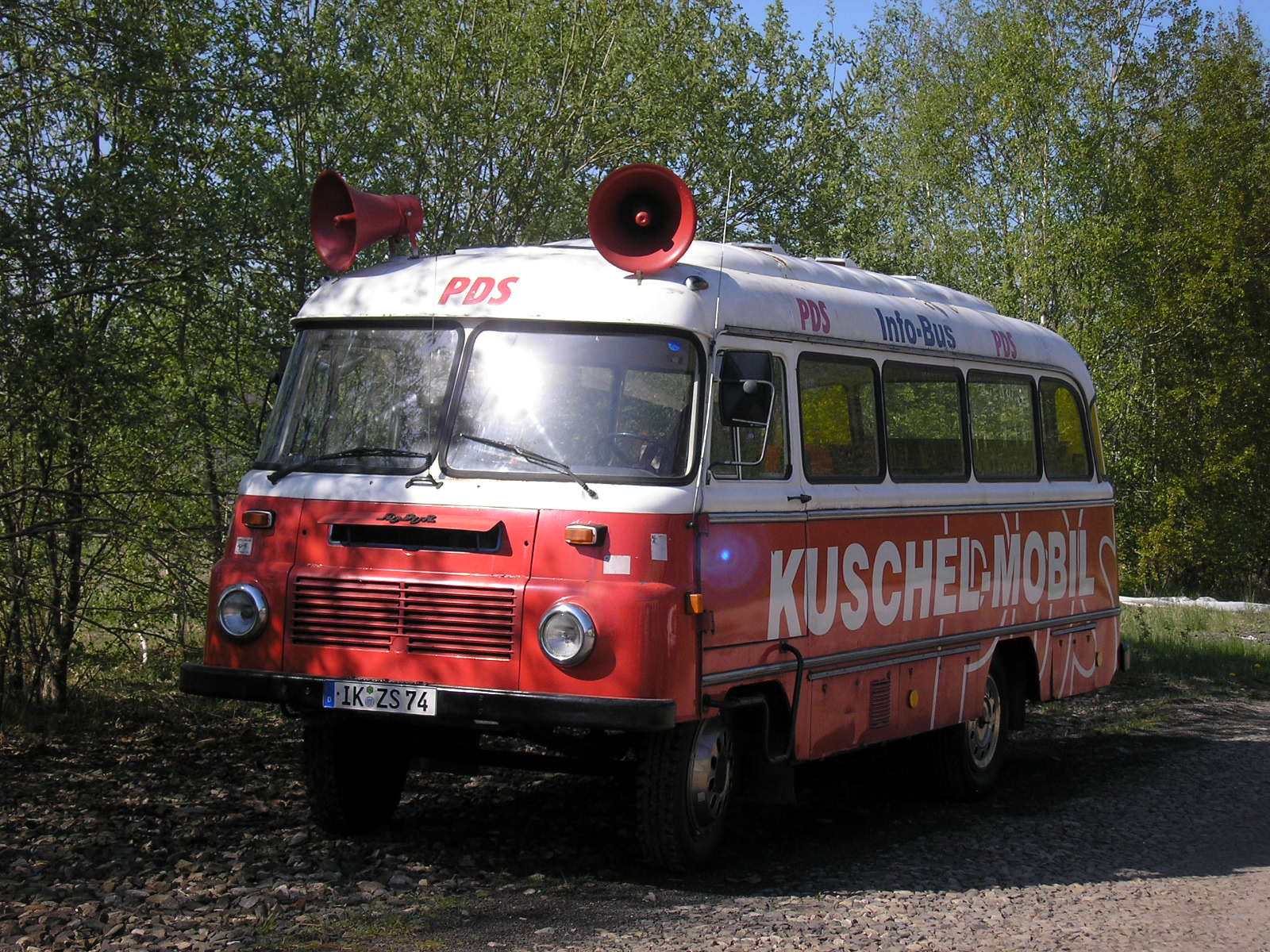
Robur w wersji autobus

### Mikrosamochody dostawcze i komunalne

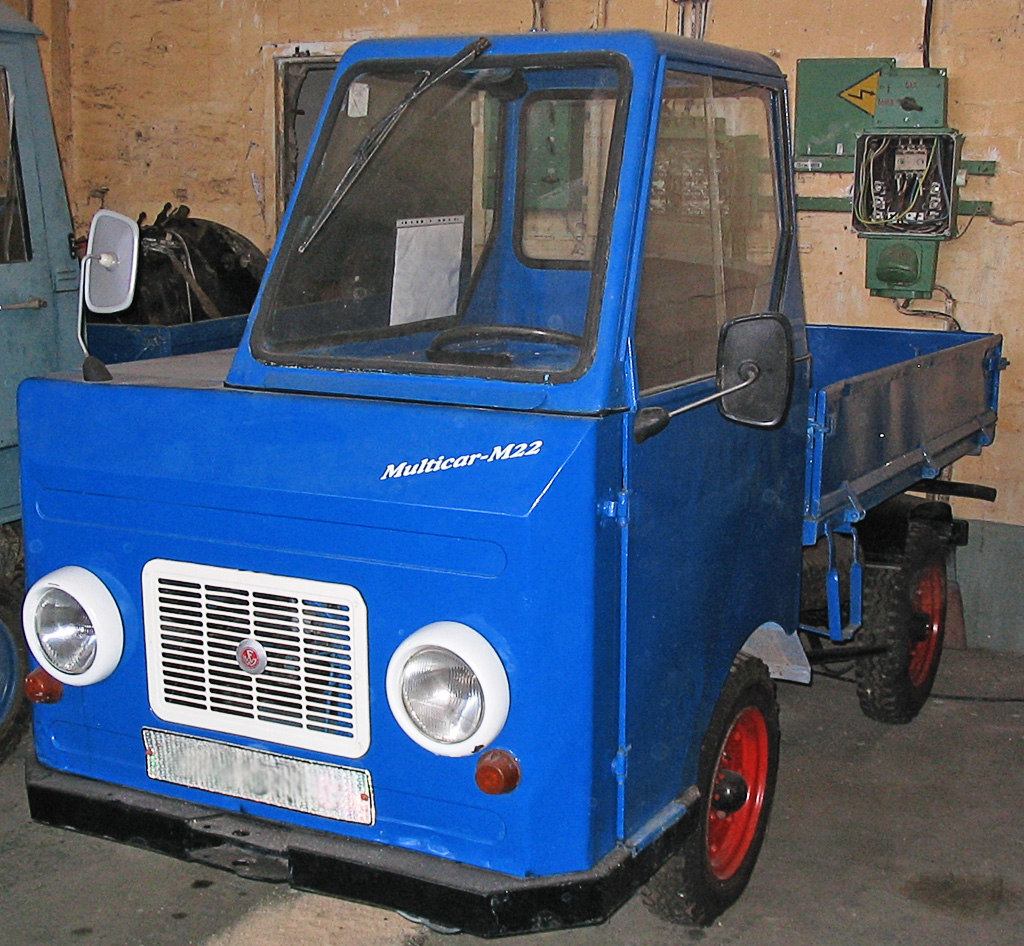
Multicar M 22
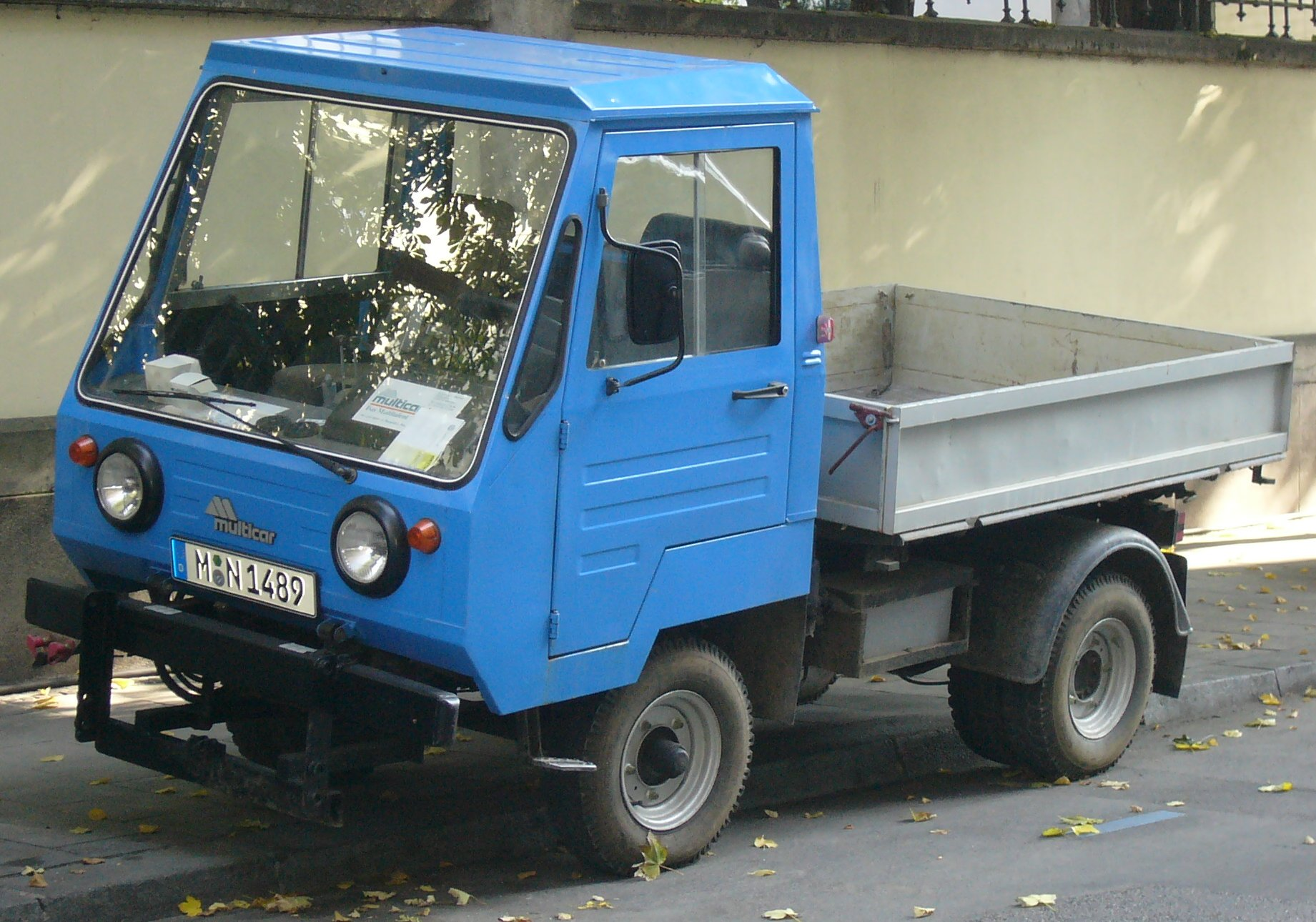
Multicar M 25

## Kombinaty

### VEB IFA-Kombinat Nutzfahrzeuge Ludwigsfelde
- VEB Automobilwerke Ludwigsfelde – samochody ciężarowe IFA W50, wcześniej skutery
- VEB Robur-Werke Zittau – samochody ciężarowe i autobusy Robur
- VEB Fahrzeugwerk Waltershausen – mikrosamochody dostawcze i komunalna Multicar

### VEB IFA-Kombinat PKW Karl-Marx-Stadt
- VEB Sachsenring Automobilwerke Zwickau – samochody marki Trabant
- VEB Automobilwerk Eisenach – samochody marki Wartburg
- VEB Barkas-Werke Karl-Marx-Stadt – samochody dostawcze marki Barkas
- VEB Wissenschaftlich-Technisches Zentrum Automobilbau

### VEB IFA-Kombinat für Zweiradfahrzeuge
- VEB Simson Suhl – motocykle Simson
- VEB Motorradwerk Zschopau – motocykle MZ
- VEB MIFA Fahrradwerke Sangerhausen
- VEB Elite-Diamant Fahrradwerke(inne języki) Karl-Marx-Stadt

### VEB IFA-KombinatFortschrittLandmaschinen
- VEB IFA Traktorenwerk Schönebeck (Elbe)
- VEB IFA Schlepperwerk Nordhausen(inne języki)
- VEB IFA Motorenwerk Cunewalde(inne języki)
- VEB Fortschritt Landmaschinen Neustadt
- VEB Mähdrescherwerk Bischofswerda/Singwitz

### Inne kombinaty
- VEB IFA-Kombinat Anhänger
- VEB Kraftfahrzeugwerk „Ernst Grube“ Werdau(inne języki)
- VEB IFA-Kombinat für Kfz-Teile
- VEB IFA-Vertrieb